# Helmut Kiener
Helmut Kiener (* 19. Juni 1959 in Wernberg) ist ein deutscher Finanzbetrüger. Der ausgebildete Sozialpädagoge und Psychologe wurde im Oktober 2009 vorläufig festgenommen, weil Anzeigen mit dem Vorwurf des Verdachts der Untreue und des Betrugs gegen ihn vorlagen, und im Juli 2011 zu einer Freiheitsstrafe von über zehn Jahren verurteilt. Er hat eingeräumt, mittels eines Ponzi-Schemas insgesamt etwa 400 Millionen US-Dollar unterschlagen zu haben.

## Schule und Ausbildung
Von September 1965 bis Juli 1969 besuchte er die Grundschule in Wernberg. Danach absolvierte er das Gymnasium in Weiden im Zeitraum vom Juni 1969 bis zum Juli 1976. Von September 1976 bis zum Juni 1979 ging er zur Fachoberschule in Schwandorf. Dort lernte er bei dem damaligen Fachlehrer für Mathematik und späterem FDP-Bundestagsabgeordneten, Karl-Heinz Popp erste Grundlagen der Stochastik kennen, die er nach eigenen Angaben im Studium vertiefte und die auch die Grundlage seines späteren Fondsystems bildeten.
Von Juli 1979 bis September 1980 leistete er seinen Militärdienst ab.
Auf der Fachhochschule Fulda, wo er ab Oktober 1980 bis Juli 1984 studierte, erlangte er das Diplom in Sozialpädagogik. Das Studium an der Universität Frankfurt am Main bis zum Juli 1987 schloss er mit dem Diplom für Psychologie ab.

## Berufliche Stationen
Nach eigenen Angaben arbeitete er als Mitarbeiter bei der Gesellschaft für Marktforschung Kohorten in Offenbach von Oktober 1987 bis September 1988, um dort Aufgaben der Feldforschung, der Erstellung von Fragebögen und der Anwendung von Methoden der Produktprüfung zu übernehmen. Anschließend will er bis Juli 1990 eine Ausbildung bei einem Institut für Klientenzentrierte Gesprächstherapie wahrgenommen haben. Als Mitarbeiter bei einer TRIAS Werbeagentur erstellte er Anzeigen von August 1990 bis September 1995.
Von Oktober 1995 bis Juli 2004 war er Manager eines Hedgefonds. In diesem Zeitraum betätigte er sich nach seiner Angabe seit Januar 2001 als Anlageberater. Dabei bewarb und vermarktete er ein von ihm erstelltes K1 Fund Allocation System. Parallel dazu nahm er die Beratung für einen Hedgefonds der Niederlande auf. Seit Oktober 2003 warb er für den Hedgefonds K1 Global Ltd. und ab Januar 2005 für den Hedgefonds K1 Invest Ltd. Für die X1 Fund Allocation GmbH will er von Juni 2005 als Fondsberater gearbeitet haben.

## Das System Kiener (K1 Fund Allocation System)
Für die Hedgefonds K1 und X1 entwickelte Kiener eine eigene Methode der Kapitalbeschaffung. Dafür nahm er Kontakt zu den Banken Barclays und BNP Paribas auf. Barclays soll für Kiener Schuldverschreibungen in Höhe von mindestens 100 Millionen US-Dollar herausgegeben haben, wobei das Geld in Treuhandfonds abgelegt wurde. Von diesen Fonds wurde das Geld an die X1 Fund Allocation GmbH weitergereicht. Auf diese GmbH hatte aber Kiener einen direkten Zugriff. Kiener kaufte nun verschiedene
Anteile von Fonds. Einer dieser Fonds Silverback wurde von der Firma Oceanus Asset Management geführt, die im Auftrag von Kiener handelte. Als letzter Ort der weitergeleiteten Gelder wurden dann die von Kiener geführten Fonds K1 Global GbR und K1 Invest GbR.
Die Bundesanstalt für Finanzdienstleistungsaufsicht (BaFin) war schon im Jahre 2001 auf diese Praktiken von Kiener aufmerksam geworden und hatte als Folgerung Kiener untersagt, eine Verwaltung von Fonds vorzunehmen. Als die BaFin in den Jahren 2003 und 2004 gegen Kiener vor Gericht klagte, um die Schließung der Fonds K1 Invest Ltd. und K1 Global Ltd. zu erreichen, wurde die Klage abgewiesen.
Mit der Bank BNP Paribas vereinbarte Kiener eine gemeinsame Finanzierung eines Korbes von Hedgefonds mit Derivaten. Allerdings zahlte die Bank dabei einen mehrfach größeren Anteil ein als die Fonds von Kiener. Dabei bestimmte Kiener die Anlageziele und ließ die Gelder von der Firma Oceanus Asset Management verwalten, die aber die Gelder zu Kieners Fonds überführte. In Kieners Finanzierungsprojekte sollen auch die Banken JPMorgan Chase & Co. und Société Générale eingebunden gewesen sein.
Der Sitz der Fonds K1 Invest Ltd. und K1 Global Ltd. befand sich auf den britischen Jungferninseln der Kleinen Antillen. Falls der Fonds Gewinne erwirtschaften sollte, konnten Auszahlungen an die Anleger stattfinden. Denn im Prospekt des Fonds wurde ausgeführt, dass die Eigenmittel der Fonds der zuständigen Gesellschaft frei verwendet werden können. Damit wäre auch ein Totalverlust der Einlagen möglich. Die Schweizer Gesellschaft TREUKAPITAL Treuhandverwaltung AG, in Göschenen war mit der Kundenadministration der K1 Invest Ltd. und der K1 Global Ltd. betraut.

## Gelder aus Lebensversicherungen
Kiener gelang es auch, einen Fonds für Lebensversicherungen aufzulegen. Dabei arbeitete er mit der in Liechtenstein ansässigen Vienna Insurance Group zusammen, die in der Öffentlichkeit sich als Vienna-Life Lebensversicherung AG Vienna Insurance Group repräsentiert. Über einen in Deutschland arbeitenden Makler stellte die Vienna-Life den Kontakt zum Fonds K1 von Kiener her. Das gemeinsam erstellte Produkt zum Abschluss von Lebensversicherungen wurde K1 Invest Ltd. Vienna Life Fonds Police genannt.

## Haftungsfragen
Inzwischen gab es Auseinandersetzungen darüber, wer bei einem Wertverlust dieser von Kiener erstellten Lebensversicherungen haften müsse. Vonseiten der Vienna-Life behauptete deren Leiter Günter Geyer, dass für die Veranlagung der Gelder die Verwalter des Fonds K1 die Verantwortung tragen würden. Der in München ansässige Anwalt Peter Mattil vertritt den gegensätzlichen Standpunkt, dass Vienna-Life für die Zuverlässigkeit des Vertragspartners hafte, wenn dieser nicht sorgfältig geprüft worden sei. Der Anwalt Klaus Nieding vertritt Mandanten, die bei den Fonds von Kiener dreistellige Millionenbeträge angelegt haben. Nieding vertrat die Ansicht, dass eine Depotbank für die Art der Anlage verantwortlich ist und sicherstellt, dass mit den Fondsgeldern keine Scheingeschäfte geführt werden. Bisher konnte aber noch keine Depotbank gefunden werden, die für die K1 Fonds zuständig ist. Die vom Finanzvertrieb Hedgeconcept genannten drei Banken bestreiten aber, als Depotbank für K1 Fonds tätig geworden zu sein.
Für die Bilanz- und Kontenprüfung war für die Fonds der Steuerberater Josef Becker vorgesehen, dessen Handlungsfähigkeit aber eingeschränkt war: Im Prospekt zu den Fonds wurde ausgeführt, dass eine Prüfung der Vorlagen der Fonds nur nach den Prüfungsvorgaben der K1 Invest Ltd. erfolgt.

## Haft und Liquidierung der Fonds
Die untersuchende Staatsanwaltschaft Würzburg unter Leitung von Oberstaatsanwalt Dietrich Geuder hatte einen Haftbefehl bewirkt, so dass Kiener in Untersuchungshaft genommen wurde. Kiener soll Gelder ausländischer Banken in mehrstelliger Millionenhöhe abredewidrig verwendet haben. Am 9. November 2009 legte der Anwalt Kieners, Lutz Libbertz, Haftbeschwerde beim Amtsgericht Würzburg ein, wobei er eine Kaution von 500 000 Euro anbot. Weiterhin wurde in der Beschwerde vorgebracht, Kiener hätte einen Diplomatenstatus von Guinea-Bissau. Das Amtsgericht Würzburg lehnte die Haftbeschwerde noch am gleichen Tag ab.
Die Firma für Wirtschaftsprüfung Grant Thornton wurde von der Direktion des Fonds K1 Invest Ltd. mit der Auflösung des Fonds beauftragt, wie am 10. November 2009 die Leitung des K1 Fonds mitteilte. Damit wurden auch die Gelder der Firma eingefroren. An die Firma gestellte Forderungen könnten nicht mehr erfüllt werden. Die Entscheidung der Auflösung des Fonds sei zum Wohle der Gesellschaft und der Investoren gefällt worden, wie die Geschäftsleitung in einem Schreiben an die Vertriebsfirmen des Fonds mitteilte.
Im April 2014 gaben Anwälte der geschädigten Anleger bekannt, dass es gelungen sei, die Abwicklung der Insolvenz von Kieners Firmen von den Britischen Jungferninseln nach Deutschland zu verlagern. Dadurch gäbe es die Hoffnung, einen Teil des verschwundenen Geldes wieder zu erlangen. Forderungen von Investoren müssten nicht mehr in dem Steuerparadies auf den Antillen geltend gemacht werden, sondern an Kieners früherem Wohnsitz in Aschaffenburg. Es wurde eine erste Gläubigerversammlung für den Juni 2014 angekündigt.
2016 tauchte der Name Helmut Kiener in den Panama Papers auf.

## Suizid des Geschäftsführers
Am 3. Juli 2010 wollte die Polizei Kieners Geschäftsführer Dieter Frerichs auf Mallorca festnehmen, da ein internationaler Haftbefehl gegen ihn bestand. Frerichs war schon im April 2010 festgenommen, aber gegen Auflagen wieder freigelassen worden. Er hatte die Vorwürfe des Betrugs im Zusammenhang mit dem Fonds K1 bestritten. Bevor er erneut festgenommen werden konnte, schoss er sich in den Kopf und verstarb wenig später im Krankenhaus.

## Strafverfahren
Am 16. November 2010 legte die Staatsanwaltschaft Würzburg durch den Oberstaatsanwalt Dietrich Geuder die Anklageschrift von 630 Seiten Umfang gegen Helmut Kiener vor. Darin wird Kiener beschuldigt, sich an 35 besonders schweren Fällen des gewerbsmäßigen Betrugs beteiligt zu haben. Außerdem wurde ihm Urkundenfälschung und Steuerhinterziehung vorgeworfen. Er solle bezüglich seiner beiden Fondsgesellschaften an die 5000 Anleger durch Gewinnaussagen getäuscht haben, obwohl die Gesellschaften Verluste auswiesen.
Kiener wurde zwischenzeitlich von der Justizvollzugsanstalt Würzburg nach Straubing verlegt, da ein gefundenes Schriftstück auf mögliche Fluchtvorbereitungen hinwies. Im Zuge der laufenden Ermittlungen wurden am 11. November 2010 drei weitere Personen aus dem Geschäftsumfeld von Kiener festgenommen, darunter auch ein Steuerberater. Geldbeträge von Kieners Privatvermögen in Höhe von 2,5 Millionen Euro wurden u. a. auf Konten von Kieners Töchtern beschlagnahmt.
Am 2. März 2011 begann der Prozess gegen Helmut Kiener und andere Beschuldigte vor der Wirtschaftsstrafkammer des Landgerichts Würzburg. Außerdem ergingen verschiedene Arrestbefehle, die das gesamte Vermögen von Helmut Kiener in Deutschland und Österreich betrafen, um Ansprüche von Geschädigten abzusichern.
Am 21. Juli 2011 wurde Helmut Kiener von der fünften Strafkammer des Landgerichts Würzburg unter dem Vorsitzenden Richter Volker Zimmermann zu einer Haftstrafe von zehn Jahren und acht Monaten verurteilt. Seinen als Fondsverwalter eingesetzten Mitangeklagten verurteilte das Landgericht Würzburg wegen Beihilfe zum Betrug zu einer Haftstrafe von drei Jahren und neun Monaten. Die Kammer blieb damit unter der von der Staatsanwaltschaft geforderten Strafe von knapp 13 Jahren bzw. knapp vier Jahren Haft. Beide Verurteilten nahmen das Urteil an.
Das Gericht sah es als erwiesen an, dass Kiener bis zum Jahr 2009 mit manipulierten Fonds fast 5000 Kleinanleger und Banken um rund 300 Millionen Euro geprellt habe. Mit einem Teil des Geldes habe er seinen luxuriösen Lebensstil finanziert, ein Teil sei als Provision bei Fondsvermittlern und Banken versickert. Auch habe die Verwaltung der vermeintlich gewinnträchtigen Fonds hohe Summen verschlungen.
Kiener hatte im Laufe des Prozesses ein Geständnis abgelegt, aber bestritten, dass er es von Anfang an auf Betrug abgesehen habe. Am Ende des Verfahrens kündigte er an, sich von nun an um die Wiedergutmachung des Schadens kümmern zu wollen.
Im Februar 2013 wurde auch in den USA Anklage gegen Kiener und seinen amerikanischen Komplizen John Tausche erhoben. Bei einer Verurteilung in den USA sollen Kiener laut einer Mitteilung des Justizministeriums in Washington bis zu 200 Jahre Haft und eine Strafe von 7,9 Millionen Dollar drohen. Die Staatsanwaltschaft Philadelphia kündigte zwar einen Auslieferungsantrag an, jedoch werden deutsche Staatsbürger nicht an Länder außerhalb der EU ausgeliefert.
John Tausche bekannte sich im November 2012 schuldig des Bankbetruges und der Geldwäsche in je einem Fall. Er wurde im September 2013 zu 4½ Jahren Gefängnis und zur Rückzahlung von 115 Millionen Dollar an die Barclays Bank verurteilt.
Anfang Februar 2014 wurden die Ehefrau Kieners zu 1.800 Euro Geldstrafe und zwei seiner ehemaligen Anwälte
zu je sieben Monaten Haft auf Bewährung sowie ca. 14.000 Euro Geldstrafe in zweiter Instanz verurteilt, weil sie von einem Schweizer Konto, auf dem Kiener 250.000 Euro angelegt hatte, Geld zur Vergütung der Verteidigung abgehoben hatten. Das Gericht wertete es als Geldwäsche, weil es nach Ansicht von Staatsanwaltschaft und Gericht nicht den Anwälten, sondern den Geschädigten zugestanden hätte.
Im Juli 2014 entschied der BGH zugunsten der Barclays Bank. Die englische Bank musste nicht für Verluste der Investoren haften, die durch Kieners Betrügereien entstanden waren.
2017 wurde Helmut Kiener aus der Haft entlassen und der Rest seiner Strafe zur Bewährung ausgesetzt.